# Lotta Hellman
Lotta Hellman, född 15 januari 1961 i Stockholm, är en svensk dramapedagog, journalist och författare.
Lotta Hellman är specialiserad på folkbildningsfrågor med böcker som Vägledaren. Denna nominerades till Svenska Publishing-Priset 2002 och även till Årets ledarbok 2003 av Kooperativa Ledares Förbund.
Lotta Hellman tilldelades  Vilhelm Moberg-stipendiet 1989 tillsammans med Norra Magasinets redaktion SVT, för reportaget om LKAB-strejken 20 år senare. Hon har nominerats två gånger för Prix Egalia för SVT dokumentärerna Hondjävlarna som valde friheten samt 14 år och brud. Hon fick 1999 års mediapris av Jämställdhetsarbetarnas förening , för programmet 14 år och brud, om bortgifte av minderåriga i Sverige.
Under 2014 producerade Hellman dokumentären "Talaren" och tillsammans med Anna-Lena Lodenius filmen "Alice Babs förlorade rättigheter" .
Från januari 2023 är Hellman aktiv med dejtingprogrammet ”Hotell Romantik” (producerat för SVT), ett dejtingprogram där alla är över 65. Hellman är producent för programmet.
Hon nominerades 2017 till Ria (TV-pris) som Årets producent för "Gift vid första ögonkastet", säsong 3.
Vann Kristallen 2019 för Årets Reality, "Gift vid första ögonkastet", säsong 5.
2020 Nominerad till Riagalan Årets Producent för "Expeditionen", TV 4.
Lotta Hellman är sedan 1989 krönikör i kulturtidskriften "Fönstret" och skriver regelbundet resereportage till veckotidningen Allers.